# Seznam olympijských zkratek

Vlajka mezinárodního olympijského hnutí

Vlajka mezinárodního paralympijského hnutí

Mezinárodní olympijský výbor (MOV) používá třípísmenné olympijské zkratky kódů zemí, pod nimiž jsou vedeni sportovci, kteří se účastní olympijských her. Každý kód obvykle označuje národní olympijský výbor, ale existuje několik kódů, které byly na minulých hrách použity pro jiné případy, jako například družstva složená ze sportovců více zemí či skupiny sportovců formálně nereprezentujících žádnou zemi.
Několik kódů MOV se liší od standardních třípísmenných kódů ISO (Mezinárodní organizace pro normalizaci). Jiné sportovní organizace, jako FIFA, FIBA nebo Federace Her Commonwealthu, používají podobné kódy zemí, pod nimiž jsou vedena jejich příslušná družstva.

## Historie
Zimní olympijské hry 1956 a Letní olympijské hry 1960 byly první hry, na kterých se objevily iniciály zemí, pod nimiž byl v uveřejňovaných oficiálních zprávách veden každý národní olympijský výbor (NOV). Nicméně kódy použité na několika příštích hrách byly často založeny na jazyku hostitelské země (např. GIA pro Japonsko na Zimních olympijských hrách 1956 a Letních olympijských hrách 1960 konaných v Itálii, z italského Giappone) nebo na základě francouzského názvu země (např. COR pro Jižní Koreu, z Corée). Od Zimních olympijských her 1972 byla většina kódů standardizována pro současné použití, ale některé se v posledních letech změnily. Kromě toho se rozpustil Sovětský svaz, rozpadla se Jugoslávie, rozdělilo se Československo, znovu se sjednotilo Německo a v několika případech zeměpisných přejmenování měly všechny tyto události za následek změny kódu.
Kromě tohoto seznamu více než 200 NOV vyžaduje standardizované kódy MOV účast výborů na paralympijských hrách. Tyto nedávné příklady zahrnují Macao a Faerské ostrovy, které mají kódy MAC, resp. FRO.

## Současné NOV
Zde je 206 současných NOV (národních olympijských výborů) v rámci olympijského hnutí. Následující tabulka uvádí současný používaný kód každého NOV a jakékoli jiné kódy používané na minulých hrách podle oficiálních zpráv z těchto her. Některé v minulosti používané kódy jsou vysvětleny dále v následujících odstavcích. Kódy používané speciálně pouze pro letní olympijské hry a pouze pro zimní olympijské hry konané ve stejném roce jsou označeny „LOH“, resp. „ZOH“.
| Kód NOV | Země (NOV)                   | Další používané kódy                                                            |
| ------- | ---------------------------- | ------------------------------------------------------------------------------- |
| AFG     | Afghánistán                  |                                                                                 |
| ALB     | Albánie                      |                                                                                 |
| ALG     | Alžírsko                     | AGR (1964), AGL (1968 LOH)                                                      |
| AND     | Andorra                      |                                                                                 |
| ANG     | Angola                       |                                                                                 |
| ANT     | Antigua a Barbuda            |                                                                                 |
| ARG     | Argentina                    |                                                                                 |
| ARM     | Arménie                      |                                                                                 |
| ARU     | Aruba                        |                                                                                 |
| ASA     | Americká Samoa               |                                                                                 |
| AUS     | Austrálie                    |                                                                                 |
| AUT     | Rakousko                     |                                                                                 |
| AZE     | Ázerbájdžán                  |                                                                                 |
| BAH     | Bahamy                       |                                                                                 |
| BAN     | Bangladéš                    |                                                                                 |
| BAR     | Barbados                     | BAD (1964)                                                                      |
| BDI     | Burundi                      |                                                                                 |
| BEL     | Belgie                       |                                                                                 |
| BEN     | Benin                        | DAY (1964), DAH (1968–1976)                                                     |
| BER     | Bermudy                      |                                                                                 |
| BHU     | Bhútán                       |                                                                                 |
| BIH     | Bosna a Hercegovina          | BSH (1992 LOH)                                                                  |
| BIZ     | Belize                       | HBR (1968–1972)                                                                 |
| BLR     | Bělorusko                    |                                                                                 |
| BOL     | Bolívie                      |                                                                                 |
| BOT     | Botswana                     |                                                                                 |
| BRA     | Brazílie                     |                                                                                 |
| BRN     | Bahrajn                      |                                                                                 |
| BRU     | Brunej                       |                                                                                 |
| BUL     | Bulharsko                    |                                                                                 |
| BUR     | Burkina Faso                 | VOL (1972–1984)                                                                 |
| CAF     | Středoafrická republika      | AFC (1968)                                                                      |
| CAM     | Kambodža                     | CAB (1964), KHM (1972–1976)                                                     |
| CAN     | Kanada                       |                                                                                 |
| CAY     | Kajmanské ostrovy            |                                                                                 |
| CGO     | Kongo                        |                                                                                 |
| CHA     | Čad                          | CHD (1964), TCH                                                                 |
| CHI     | Chile                        | CIL (1956 ZOH, 1960 LOH)                                                        |
| CHN     | Čína                         |                                                                                 |
| CIV     | Pobřeží slonoviny            | IVC (1964), CML (1968)                                                          |
| CMR     | Kamerun                      |                                                                                 |
| COD     | Demokratická republika Kongo | COK (1968), ZAI (1972–1996)                                                     |
| COK     | Cookovy ostrovy              |                                                                                 |
| COL     | Kolumbie                     |                                                                                 |
| COM     | Komory                       |                                                                                 |
| CPV     | Kapverdy                     |                                                                                 |
| CRC     | Kostarika                    | COS (1964), CTC (1984 ZOH)                                                      |
| CRO     | Chorvatsko                   |                                                                                 |
| CUB     | Kuba                         |                                                                                 |
| CYP     | Kypr                         |                                                                                 |
| CZE     | Česko                        |                                                                                 |
| DEN     | Dánsko                       | DAN (1960 LOH, 1968 ZOH), DIN (1968 LOH)                                        |
| DJI     | Džibutsko                    |                                                                                 |
| DMA     | Dominika                     |                                                                                 |
| DOM     | Dominikánská republika       |                                                                                 |
| ECU     | Ekvádor                      |                                                                                 |
| EGY     | Egypt                        | RAU (1960, 1968), UAR (1964)                                                    |
| ERI     | Eritrea                      |                                                                                 |
| ESA     | Salvador                     | SAL (1964–1976)                                                                 |
| ESP     | Španělsko                    | SPA (1956–1964, 1968 ZOH)                                                       |
| EST     | Estonsko                     |                                                                                 |
| ETH     | Etiopie                      | ETI (1960, 1968)                                                                |
| FIJ     | Fidži                        | FIG (1960)                                                                      |
| FIN     | Finsko                       |                                                                                 |
| FRA     | Francie                      |                                                                                 |
| FSM     | Mikronésie                   |                                                                                 |
| GAB     | Gabon                        |                                                                                 |
| GAM     | Gambie                       |                                                                                 |
| GBR     | Spojené království           | GRB (1956 ZOH–1960), GBI (1964)                                                 |
| GBS     | Guinea-Bissau                |                                                                                 |
| GEO     | Gruzie                       |                                                                                 |
| GEQ     | Rovníková Guinea             |                                                                                 |
| GER     | Německo                      | ALL (1968 ZOH), ALE (1968 LOH), FRG (1980–1988)                                 |
| GHA     | Ghana                        |                                                                                 |
| GRE     | Řecko                        |                                                                                 |
| GRN     | Grenada                      |                                                                                 |
| GUA     | Guatemala                    | GUT (1964)                                                                      |
| GUI     | Guinea                       |                                                                                 |
| GUM     | Guam                         |                                                                                 |
| GUY     | Guyana                       | GUA (1960), GUI (1964)                                                          |
| HAI     | Haiti                        |                                                                                 |
| HKG     | Hongkong                     | HOK (1960–1968)                                                                 |
| HON     | Honduras                     |                                                                                 |
| HUN     | Maďarsko                     | UNG (1956 ZOH, 1960 LOH)                                                        |
| INA     | Indonésie                    | INS (1960)                                                                      |
| IND     | Indie                        |                                                                                 |
| IRI     | Írán                         | IRN (1956–1988), IRA (1968 ZOH)                                                 |
| IRL     | Irsko                        |                                                                                 |
| IRQ     | Irák                         | IRK (1960, 1968)                                                                |
| ISL     | Island                       | ICE (1960 ZOH, 1964 LOH)                                                        |
| ISR     | Izrael                       |                                                                                 |
| ISV     | Americké Panenské ostrovy    |                                                                                 |
| ITA     | Itálie                       |                                                                                 |
| IVB     | Britské Panenské ostrovy     |                                                                                 |
| JAM     | Jamajka                      |                                                                                 |
| JOR     | Jordánsko                    |                                                                                 |
| JPN     | Japonsko                     | GIA (1956 ZOH, 1960 LOH), JAP (1960 ZOH)                                        |
| KAZ     | Kazachstán                   |                                                                                 |
| KEN     | Keňa                         |                                                                                 |
| KGZ     | Kyrgyzstán                   |                                                                                 |
| KIR     | Kiribati                     |                                                                                 |
| KOR     | Jižní Korea                  | COR (1956 ZOH, 1960 LOH, 1968 LOH, 1972 LOH)                                    |
| KOS     | Kosovo                       |                                                                                 |
| KSA     | Saúdská Arábie               | ARS (1968–1976), SAU (1980–1984)                                                |
| KUW     | Kuvajt                       |                                                                                 |
| LAO     | Laos                         |                                                                                 |
| LAT     | Lotyšsko                     |                                                                                 |
| LBA     | Libye                        | LYA (1964), LBY (1968 ZOH)                                                      |
| LBR     | Libérie                      |                                                                                 |
| LCA     | Svatá Lucie                  |                                                                                 |
| LES     | Lesotho                      |                                                                                 |
| LIB     | Libanon                      | LEB (1960 ZOH, 1964 LOH)                                                        |
| LIE     | Lichtenštejnsko              | LIC (1956 ZOH, 1964 LOH, 1968 ZOH)                                              |
| LTU     | Litva                        | LIT (1992 ZOH)                                                                  |
| LUX     | Lucembursko                  |                                                                                 |
| MAD     | Madagaskar                   | MAG (1964)                                                                      |
| MAR     | Maroko                       | MRC (1964)                                                                      |
| MAS     | Malajsie                     | MAL (1964–1988)                                                                 |
| MAW     | Malawi                       |                                                                                 |
| MDA     | Moldavsko                    | MLD (1994)                                                                      |
| MDV     | Maledivy                     |                                                                                 |
| MEX     | Mexiko                       |                                                                                 |
| MGL     | Mongolsko                    | MON (1968 ZOH)                                                                  |
| MHL     | Marshallovy ostrovy          |                                                                                 |
| MKD     | Severní Makedonie            |                                                                                 |
| MLI     | Mali                         |                                                                                 |
| MLT     | Malta                        | MAT (1960–1964)                                                                 |
| MNE     | Černá Hora                   |                                                                                 |
| MON     | Monako                       |                                                                                 |
| MOZ     | Mosambik                     |                                                                                 |
| MRI     | Mauricius                    |                                                                                 |
| MTN     | Mauritánie                   |                                                                                 |
| MYA     | Myanmar                      | BIR (1960, 1968–1988), BUR (1964)                                               |
| NAM     | Namibie                      |                                                                                 |
| NCA     | Nikaragua                    | NCG (1964), NIC (1968)                                                          |
| NED     | Nizozemsko                   | OLA (1956 ZOH), NET (1960 ZOH), PBA (1960 LOH), NLD (1964 LOH), HOL (1968–1988) |
| NEP     | Nepál                        |                                                                                 |
| NGR     | Nigérie                      | NGA (1964)                                                                      |
| NIG     | Niger                        | NGR (1964)                                                                      |
| NOR     | Norsko                       |                                                                                 |
| NRU     | Nauru                        |                                                                                 |
| NZL     | Nový Zéland                  | NZE (1960, 1968 ZOH)                                                            |
| OMA     | Omán                         |                                                                                 |
| PAK     | Pákistán                     |                                                                                 |
| PAN     | Panama                       |                                                                                 |
| PAR     | Paraguay                     |                                                                                 |
| PER     | Peru                         |                                                                                 |
| PHI     | Filipíny                     | FIL (1960, 1968)                                                                |
| PLE     | Palestinská autonomie        |                                                                                 |
| PLW     | Palau                        |                                                                                 |
| PNG     | Papua Nová Guinea            | NGY (1976–1980), NGU (1984–1988)                                                |
| POL     | Polsko                       |                                                                                 |
| POR     | Portugalsko                  |                                                                                 |
| PRK     | Severní Korea                | NKO (1964 LOH, 1968 ZOH), CDN (1968)                                            |
| PUR     | Portoriko                    | PRI (1960), PRO (1968)                                                          |
| QAT     | Katar                        |                                                                                 |
| ROU     | Rumunsko                     | ROM (1956–1960, 1972–2006), RUM (1964–1968)                                     |
| RSA     | Jihoafrická republika        | SAF (1960–1972)                                                                 |
| RUS     | Rusko                        |                                                                                 |
| RWA     | Rwanda                       |                                                                                 |
| SAM     | Samoa                        |                                                                                 |
| SEN     | Senegal                      | SGL (1964)                                                                      |
| SEY     | Seychely                     |                                                                                 |
| SGP     | Singapur                     |                                                                                 |
| SKN     | Svatý Kryštof a Nevis        |                                                                                 |
| SLE     | Sierra Leone                 | SLA (1968)                                                                      |
| SLO     | Slovinsko                    |                                                                                 |
| SMR     | San Marino                   | SMA (1960–1964)                                                                 |
| SOL     | Šalomounovy ostrovy          |                                                                                 |
| SOM     | Somálsko                     |                                                                                 |
| SRB     | Srbsko                       |                                                                                 |
| SRI     | Srí Lanka                    | CEY (1960–1972)                                                                 |
| STP     | Svatý Tomáš a Princův ostrov |                                                                                 |
| SUD     | Súdán                        |                                                                                 |
| SUI     | Švýcarsko                    | SVI (1956 ZOH, 1960 LOH), SWI (1960 ZOH, 1964 LOH)                              |
| SUR     | Surinam                      |                                                                                 |
| SVK     | Slovensko                    |                                                                                 |
| SSD     | Jižní Súdán                  |                                                                                 |
| SWE     | Švédsko                      | SVE (1956 ZOH, 1960 LOH), SUE (1968 LOH)                                        |
| SWZ     | Svazijsko                    |                                                                                 |
| SYR     | Sýrie                        | RAU (1960), SIR (1968)                                                          |
| TAN     | Tanzanie                     |                                                                                 |
| TGA     | Tonga                        | TON (1984)                                                                      |
| THA     | Thajsko                      | TAI (1960, 1968)                                                                |
| TJK     | Tádžikistán                  |                                                                                 |
| TKM     | Turkmenistán                 |                                                                                 |
| TLS     | Východní Timor               |                                                                                 |
| TOG     | Togo                         |                                                                                 |
| TPE     | Tchaj-wan                    | RCF (1960), TWN (1964–1968), ROC (1972–1976)                                    |
| TTO     | Trinidad a Tobago            | TRT (1964–1968)                                                                 |
| TUN     | Tunisko                      |                                                                                 |
| TUR     | Turecko                      |                                                                                 |
| TUV     | Tuvalu                       |                                                                                 |
| UAE     | Spojené arabské emiráty      |                                                                                 |
| UGA     | Uganda                       |                                                                                 |
| UKR     | Ukrajina                     |                                                                                 |
| URU     | Uruguay                      | URG (1968)                                                                      |
| USA     | Spojené státy americké       | SUA (1960 LOH), EUA (1968 LOH)                                                  |
| UZB     | Uzbekistán                   |                                                                                 |
| VAN     | Vanuatu                      |                                                                                 |
| VEN     | Venezuela                    |                                                                                 |
| VIE     | Vietnam                      | VET (1964), VNM (1968–1976)                                                     |
| VIN     | Svatý Vincenc a Grenadiny    |                                                                                 |
| YEM     | Jemen                        |                                                                                 |
| ZAM     | Zambie                       | NRH (1964)                                                                      |
| ZIM     | Zimbabwe                     | RHO (1960–1972)                                                                 |

## Historické NOV a družstva

### Dosud používané kódy
Dvanáct historických NOV a družstev má kódy, které jsou dosud používány v databázi výsledků MOV, pod nimiž jsou vedeni minulí medailisté z těchto družstev.
| Kód | Země/Družstvo                  | Další používané kódy                                                           |
| --- | ------------------------------ | ------------------------------------------------------------------------------ |
| AHO | Nizozemské Antily              | ATO (1960), NAN (1964)                                                         |
| ANZ | Australasie                    |                                                                                |
| BOH | Čechy                          |                                                                                |
| BWI | Britská Západní Indie          | ANT (1960, 1968), WID (1964)                                                   |
| EUA | Společné německé družstvo      | GER (1956–1964)                                                                |
| EUN | Společenství nezávislých států |                                                                                |
| FRG | Západní Německo                | ALL (1968 ZOH), ALE (1968 LOH), GER (1972–1976)                                |
| GDR | Německá demokratická republika | ADE (1968)                                                                     |
| SCG | Srbsko a Černá Hora            | YUG (1996 LOH-2002 ZOH)                                                        |
| TCH | Československo                 | CSL (1956 ZOH), CZE (1960 ZOH), CSV (1960 LOH), CZS (1964 LOH), CHE (1968 LOH) |
| URS | Sovětský svaz                  | SOV (1968 ZOH)                                                                 |
| YUG | Jugoslávie                     | JUG (1956–1960, 1968 ZOH), YUS (1964 LOH)                                      |
| ZZX | Smíšená družstva               |                                                                                |

### Zastaralé kódy
| Kód | Země (NOV)                   | Období    | Poznámka                                                                      |                                |
| --- | ---------------------------- | --------- | ----------------------------------------------------------------------------- | ------------------------------ |
| BIR | Barma                        | 1948–1988 | nyní Myanmar (MYA)                                                            |                                |
| CEY | Cejlon                       | 1948–1972 | nyní Srí Lanka (SRI)                                                          |                                |
| DAH | Dahome                       | 1964–1976 | nyní Benin (BEN)                                                              |                                |
| HBR | Britský Honduras             | 1968–1972 | nyní Belize (BIZ)                                                             |                                |
| KHM | Khmérská republika           | 1972–1976 | nyní Kambodža (CAM)                                                           |                                |
| MAL | Malajsko                     | 1956–1960 | Soutěžili samostatně před založením Malajsie v roce 1963. nyní Malajsie (MAS) |                                |
| —   | Severní Borneo               | 1956      | Soutěžili samostatně před založením Malajsie v roce 1963. nyní Malajsie (MAS) |                                |
| NRH | Severní Rhodesie             | 1964      | nyní Zambie (ZAM)                                                             |                                |
| RAU | Sjednocená arabská republika | 1960      | nyní Egypt (EGY) a Sýrie (SYR)                                                | nyní Egypt (EGY) a Sýrie (SYR) |
| RHO | Rhodesie                     | 1960–1972 | nyní Zimbabwe (ZIM)                                                           |                                |
| ROC | Čínská republika             | 1932–1976 | nyní Tchaj-wan (TPE)                                                          |                                |
| UAR | Sjednocená arabská republika | 1964      | nyní Egypt (EGY)                                                              |                                |
| VOL | Horní Volta                  | 1972–1984 | nyní Burkina Faso (BUR)                                                       |                                |
| YAR | Severní Jemen                | 1984–1988 | Soutěžili samostatně před sjednocením Jemenu v roce 1990. nyní Jemen (YEM)    |                                |
| YMD | Jižní Jemen                  | 1988      | Soutěžili samostatně před sjednocením Jemenu v roce 1990. nyní Jemen (YEM)    |                                |
| ZAI | Zair                         | 1972–1996 | nyní Demokratická republika Kongo (COD)                                       |                                |
| —   | Britská Guyana               | 1948–1964 | nyní Guyana (GUY)                                                             |                                |
| —   | Zlaté pobřeží                | 1952      | nyní Ghana (GHA)                                                              |                                |
| —   | Sársko                       | 1952      | Soutěžilo samostatně před znovupřipojením k Západnímu Německu v roce 1957.    |                                |

Došlo k dvěma dalším významným změnám kódů, v obou případech kvůli změnám označení země používaných MOV:
- HOL byl pro Nizozemsko na olympijských hrách 1992 změněn na NED, aby odrazil změnu označení z Holandsko.
- IRN byl pro Írán na olympijských hrách 1992 změněn na IRI, aby odrazil změnu označení na Íránská islámská republika.

### Speciální kódy
- ANZ je nyní používán v medailové databázi MOV k identifikaci družstva Australasie, složeného ze sportovců Austrálie a Nového Zélandu na Letních olympijských hrách 1908 a 1912. Od roku 1920 soutěží obě země odděleně.
- EUA je nyní používán v medailové databázi MOV k identifikaci Společného německého družstva, složeného ze sportovců zastupujících NOV Německé demokratické republiky a Západního Německa na olympijských hrách 1956–1964. Tehdy bylo družstvo v oficiálních zprávách z těchto šesti her známé prostě jako Německo.
- EUN byl použit v roce 1992 (na letních i zimních olympijských hrách) pro Společenství nezávislých států, složené ze sportovců většiny bývalých republik Sovětského svazu. V roce 1992 mohly jako samostatná družstva soutěžit pouze pobaltské státy; ostatních dvanáct nových zemí soutěžilo samostatně poprvé v roce 1994 a/nebo v roce 1996.
- IOP byl použit pro nezávislé olympijské účastníky v roce 1992, označení používané pro sportovce z Jugoslávie, kteří nemohli kvůli sankcím OSN soutěžit jako družstvo.
- IOA byl použit pro individuální olympijské sportovce v roce 2000, označení používané pro sportovce z Východního Timoru před založením jeho NOV.
- ZZX je používán k identifikaci medailí získaných smíšenými družstvy sportovců z více zemí (např. kombinace Francie a Spojeného království), situace, která se stala několikrát na olympijských hrách 1896, 1900 a 1904.